# Вилугувані чорноземи

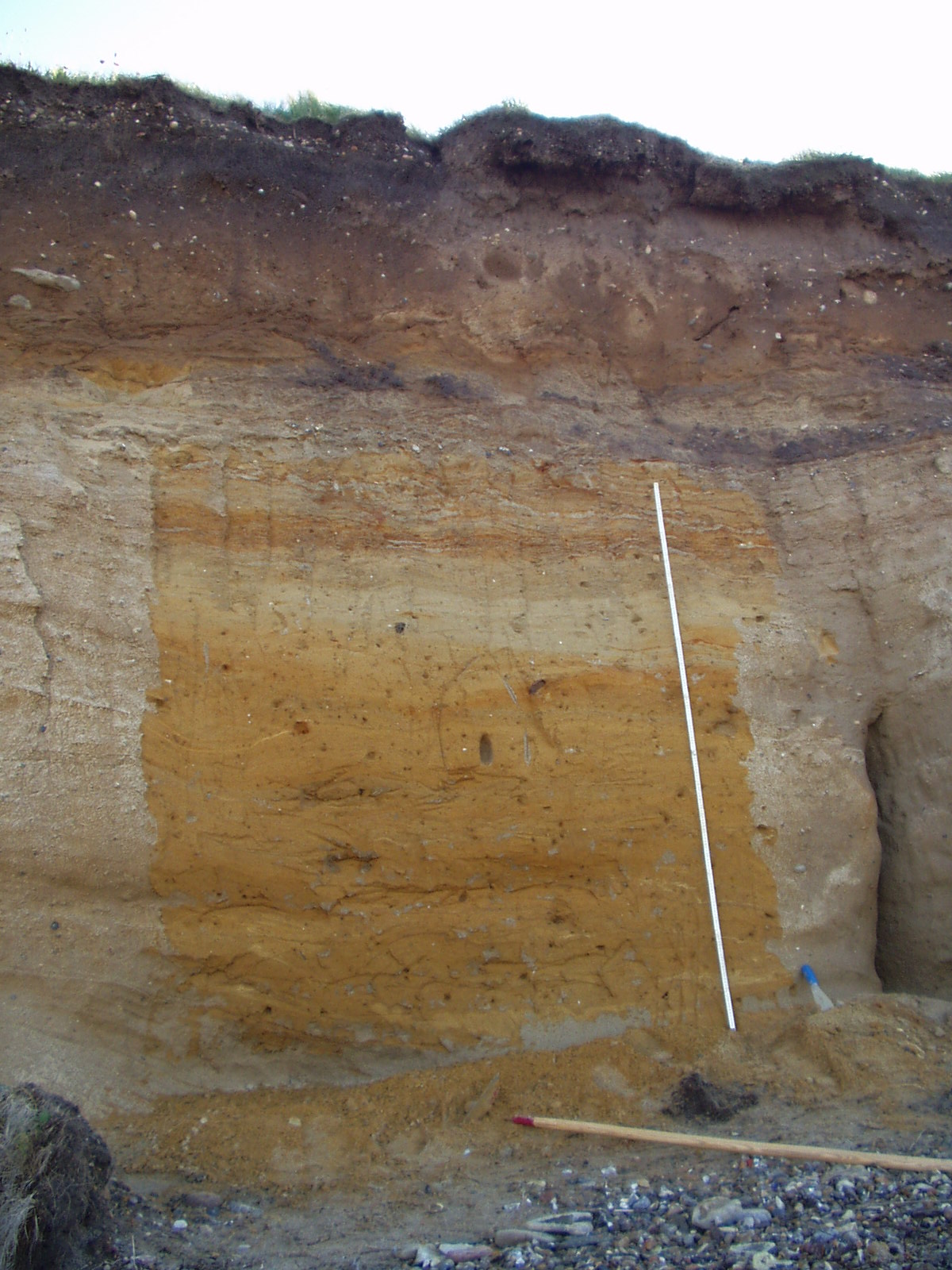
Чорнозем вилугований, який утворився на водньолодовикових відкладах у Данії

Чорноземи вилужені — підтип чорноземних ґрунтів які мають карбонати лише в материнській породі. Такі ґрунти формуються за умови періодично промивного, або промивного водного режимів (підвищеного зволоження).

## Опис
Чорноземи вилужені сформувалися під трав'янистою рослинністю на межі Полісся і Лісостепової зони України, також зустрічаються в підзонах звичайних і південних чорноземів на піщано-супіщаних материнських породах (борові тераси тощо). 
Чорноземи вилужені мають глибокий гумусовий профіль (Н+Нр+Ph+Рк) грубизною 100-120 см без ознак перерозподілу колоїдів, добре оструктурені, з акумуляцією зольних елементів по генетичних горизонтах. Основними діагностичними ознаками є вилуженість карбонатів, слабке рівномірне освітлення нижньої частини Н горизонту без наявності борошнистої крем’янки (Sі02) і ущільнення перехідних горизонтів при ясно вираженій горіхувато-грудкуватій або призмовидній структурі. Форми виділення карбонатів кальцію у материнській породі — прожилки і псевдоміцелій, або взагалі відсутні. Для  профілю цих ґрунтів характерні такі риси: темний колір до глибини 100—150 см, висока гумусованість 6-9 %, зерниста структура, однорідний механічний склад по генетичних горизонтах, насиченість увібраним кальцієм 29,6 мг-екв/100 г ґрунту, а ємність катіонного обміну становить близько 39,0 мг-екв/100 г ґрунту, нейтральна або слабокисла реакція ґрунтового розчину, відсутність будь яких ознак оглеєності не тільки в межах профілю, а й у верхній товщі материнських порід, висока біологічна активність.
Вони залягають у широких зниженнях, замкнутих западинах, там де є підвищене зволоження. Залягають чорноземи на водорозділах в умовах рівної поверхні при відсутності або незначному прояві поверхневого стоку. Материнська порода вилужених чорноземів   — суглинковий (рідше глинистий), карбонатний, неоглеєний, незасолений лес або лесові породи.
Це достатньо родючі ґрунти, які сформувалися під впливом дернового (гумусо-акумулятивного) процесу ґрунтоутворення, придатні для вирощування більшості сільськогосподарських культур.